# Núcleo de Onuf
El núcleo de Onuf es un núcleo de células del encéfalo sexualmente dimórfico en la médula espinal del ser humano que inerva los músculos perineales estriados. Afecta a la constricción de la vejiga en los hombres y a la constricción vaginal en las mujeres. También recibe el nombre de núcleo del nervio pudendo.

## Estructura
El núcleo de Onuf es un grupo diferenciado de neuronas situado en la parte ventral (lámina IX) del asta anterior de la región sacra de la médula espinal humana que interviene en el mantenimiento de la micción y la continencia defecatoria, así como en la contracción muscular durante el orgasmo. Contiene motoneuronas y es el origen del nervio pudendo. La región sacra de la médula espinal es el cuarto segmento (cervical, torácico y lumbar son los tres primeros) de vértebras de la médula espinal, que consta de las vértebras 26-30.
Este pequeño grupo de células neurales está situado entre S1 y S2 o S2 y S3 y, aunque el núcleo de Onuf se localiza principalmente en S2, puede extenderse hasta el extremo caudal del primer segmento sacro o hasta la parte media del tercer segmento sacro. Además, el núcleo de Onuf se encuentra casi simétricamente a ambos lados del cuerno ventral. Esta inervación, o suministro de nervios, está dispuesta en una neuropila y tiene un promedio aproximado de 300-500 tanto en el hasta ventral izquierda como en la derecha en los animales. Los humanos tienen una media de 625 neuronas en total a ambos lados de la espina dorsal, que mide unos 4-6 mm a cada lado.
Las neuronas del núcleo de Onuf son motoneuronas y, como la mayoría de las motoneuronas, se caracterizan por su multipolaridad y sus grandes cuerpos de Nissl.

## Función
El núcleo de Onuf es el origen de la inervación de los músculos estriados del recto y del esfínter uretral. Las neuronas del núcleo de Onuf son responsables del control de los músculos del esfínter externo del ano y la uretra en los seres humanos. Onufrowicz también propuso que el núcleo de Onuf controlaba los músculos isquiocavernoso y bulbocavernoso, que intervienen en la erección del pene y la eyaculación masculina. El subnúcleo dorsomedial inerva el esfínter anal externo y el subgrupo ventrolateral conecta con el esfínter uretral externo.

## Significado clínico

### Incontinencia urinaria de esfuerzo
La incontinencia urinaria de esfuerzo (IUE) es una enfermedad frecuente en las mujeres causada por la debilidad de los músculos del suelo pélvico. Toser, reír, estornudar, hacer ejercicio u otros movimientos que aumentan la presión intraabdominal y, por tanto, la presión sobre la vejiga, son motivos frecuentes de pérdida de orina.

#### Duloxetina
El núcleo de Onuf controla las neuronas motoras del rabdoesfínter y se ha demostrado que contiene un denso conjunto de terminales de 5-HT (serotonina) y NE. Se ha demostrado que la 5-HT y la NE inhiben la actividad de la vejiga. Se ha demostrado que el hidrocloruro de duloxetina, un IRSN, aumenta la capacidad de la vejiga y la actividad del músculo esfinteriano en animales y seres humanos que presentan irritación de la vejiga. La duloxetina es el primer medicamento desarrollado para tratar la IUE.